# Prvenstvo Anglije 1909
Prvenstvo Anglije 1909 v tenisu.

## Moški posamično
Arthur Gore :  Josiah Ritchie, 6-8, 1-6, 6-2, 6-2, 6-2

## Ženske posamično
Dora Boothby :  Agnes Morton, 6-4, 4-6, 8-6

## Moške dvojice
Arthur Gore /  Herbert Roper Barrett :  Stanley Doust /  Harry Parker, 6–2, 6–1, 6–4